# Chada
Chada (del mapudungún: Chada ‘vaso, taza’) es una localidad chilena perteneciente a la comuna de Paine, provincia de Maipo, en la Región Metropolitana de Santiago. Está situada a 12 km al sur de la ciudad de Paine, y contaba con una población de 1020 habitantes en 2017.

## Descripción
La localidad está situada en la precordillera sur de la provincia de Maipo. Es la puerta de entrada a la cuesta Chada, un paso de montaña que conecta la región Metropolitana de Santiago con la región del Libertador General Bernardo O'Higgins.
En la localidad se ubica el monasterio Santa María de Chada. Inicialmente, la casa perteneciente al monasterio era parte del conjunto patronal de la Hacienda de Chada. Fue construida en 1919 por Javier Eyzaguirre Echaurren, su dueño. Se utilizó como colegio durante un periodo de 18 años. Es utilizada por el arzobispado de San Bernardo como una casa de retiro. Al costado este de la casa de retiro, existe la capilla de Chada, de estilo neo-barroco colonial, que data de 1940.

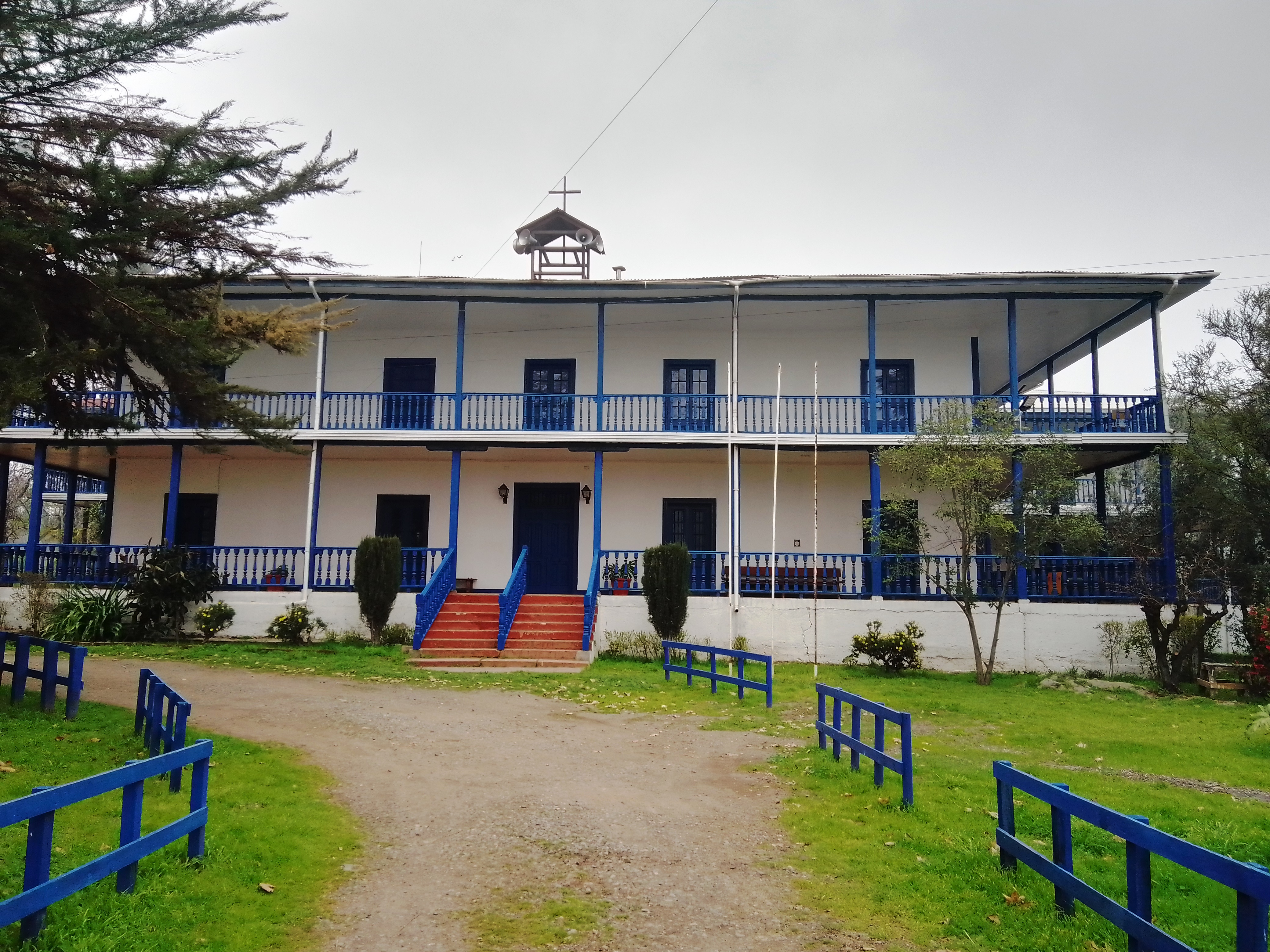
Casa perteneciente al monasterio Santa María de Chada
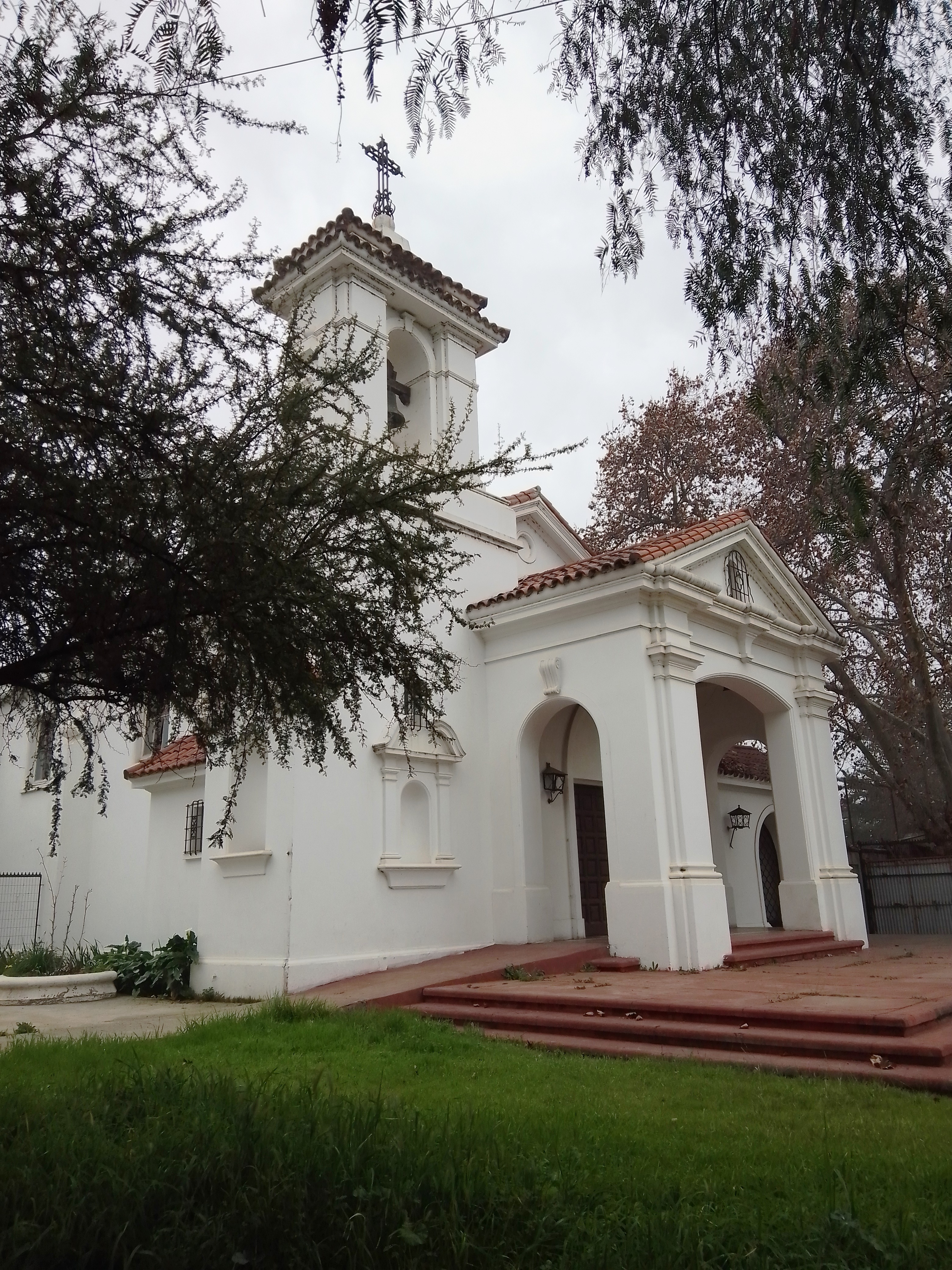
Capilla de Chada

En el sector sur de la localidad se ubica la medialuna de Chada.

## Servicios
En la localidad existe una escuela de carácter municipal (escuela Javier Eyzaguirre Echaurren), una posta rural, y un jardín infantil (Las Lilas de Chada).